# Данијел Премуш
Данијел Премуш (Ријека, 15. април 1981) је италијански ватерполиста. У прошлој сезони играо је за црногорски клуб ПВК Јадран. Од 2012. наступа за Италију, а пре тога наступао је за Хрватску.